# Pane Toscano

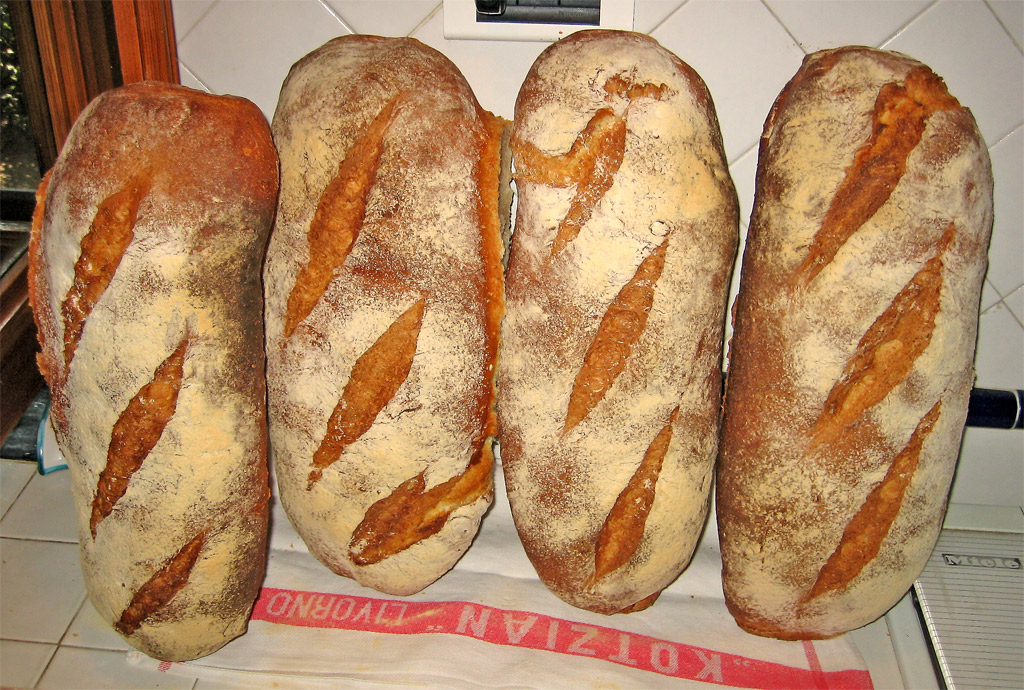
Pane Toskano

Pane Toscano ist ein italienisches Weizenbrot aus Sauerteig mit geschützter Ursprungsbezeichnung.

## Herkunft
Das Herkunftsgebiet umfasst das gesamte Verwaltungsgebiet der Region Toskana.
Die heute für die Produktion verwendeten Weichweizensorten stammen überwiegend von den bereits zu Beginn des 20. Jahrhunderts vor allem in den Ebenen des Val di Chiana gezüchteten Sorten ab.
Alle Produktionsschritte vom Anbau, der Ernte und Lagerung des Getreides, dem Mahlen des Getreides zu Weizenkeimmehl, der Herstellung des frischen oder gefriergetrockneten Sauer- bzw. Mutterteigs, dem Führen einer Stammsammlung für die Erneuerung des Mutterteigs, der Herstellung des Vorteigs und der Teigführung, bis zum Backen sowie ggf. dem Zuschneiden und Verpacken des Brotes müssen im Herkunftsgebiet erfolgen.

## Herstellung
Pane Toscano wird aus Natursauerteig, Wasser und Weichweizenmehl mit Weizenkeimen Tipo 0, Tipo 1 oder Tipo 2 ohne Zugabe von Salz hergestellt. Das Mehl muss folgende Merkmale aufweisen. Dabei darf der W-Wert des Mehls den in der Tabelle angegebenen Wert nur für die Erzeugung des Mutterteigs überschreiten.
|                | Tipo 0      | Tipo 1 / Tipo 2 |
| -------------- | ----------- | --------------- |
| W-Wert         | 160 bis 230 | 140 bis 230     |
| Wasseraufnahme | > 54 %      | > 54 %          |
| Fallzahl       | > 260       | > 280           |

## Eigenschaften
Das Produkt wird als filoncino genannte Brotstange mit einem Gewicht von 450 bis 550 g und als filone genannter länglicher Laib mit einem Gewicht von 900 bis 1.100 g bzw. 1.800 bis 2.200 g hergestellt. Die Dicke beträgt 5 bis 10 cm.
Die Kruste ist knusprig und zerbrechlich und von matt-dunkler, haselnussbrauner Farbe. Die Krume ist bei Tipo 0 weiß bis elfenbeinfarben, sonst einheitlich bernsteinfarben und mit unregelmäßiger Porung. Das Brot duftet nach gerösteten Haselnüsse, der Geschmack ist neutral, ungesalzen und leicht säuerlich.

## Kennzeichnung und Handel
Das Brot wird ganz oder in Scheiben in lebensmittelgeeigneten Verpackungen vermarktet. Das Aufschneiden und das Verpacken des ganzen oder geschnittenen Brotes müssen am Herstellungsort unmittelbar nach dem Abkühlen erfolgen.
Die Verpackung muss  das Logo der Ursprungsbezeichnung – eine Grafik mit dem Umriss der Region Toskana – sowie  das EU-Zeichen für geschützte Ursprungsbezeichnungen enthalten. Außerdem müssen Name bzw. Firma und Anschrift oder Sitz des Erzeugers oder des Mitglieds einer Erzeugergemeinschaft angegeben sein. Zulässig sind außerdem Verweise auf das Herstellungsverfahren wie z. B. Weizensorten, „steingemahlen“ und „im Holzofen gebacken“ sowie gegebenenfalls Informationen zum Verzehr und zu den organoleptischen Merkmalen sowie Hinweise zum historischen und kulturellen Hintergrund.
Falls das Produkt unverpackt verkauft werden soll muss vor dem Backen eine Kennzeichnung aus lebensmittelgeeignetem Material  mit dem Logo der Ursprungsbezeichnung sowie den anderen vorgeschriebenen Angaben angebracht werden.